# Tobias Müller
Tobias Müller, född 2 oktober 1992, är en tysk freestyleåkare.

## Karriär
Vid vinteruniversiaden 2019 i Krasnojarsk tog Müller guld i slopestyle.
Vid olympiska vinterspelen 2022 i Peking tävlade Müller i skicross, där han blev utslagen i åttondelsfinalen och slutade på 23:e plats. Vid VM 2025 i Engadin tog Müller silver i skicross.